# Гости (фильм, 2019)
«Гости» — российский мелодраматический фильм ужасов Евгения Абызова. Премьера фильма в России состоялась 7 марта 2019 года.

## Сюжет
Действие фильма происходит на безлюдном курорте в межсезонье. Юная Катя знакомится с веселой компанией приезжих ребят, у которых есть специфическое развлечение — устраивать вечеринки в чужих пустующих домах. И Катя знает подходящее место: старинная дача на побережье, хозяин которой давно уехал. Уединенно расположенный дом, в котором в начале прошлого века был спиритический салон, кажется всем отличным вариантом. В разгар вечеринки появляется тот, кого Катя никак не ожидала увидеть: таинственный хозяин дома… Человек, которого она любила. Человек, находящийся во власти потусторонних сил.

## В ролях
- Юрий Чурсин — Андрей
- Ангелина Стречина — Катя
- Михаил Мещеряков — Вадик
- Анастасия Уколова — Саша
- Марина Панфёрова — жена
- Анар Халилов — Артур
- Мария Лисовая — Полина
- Евгений Егоров — Никита
- Елисей Гайкалов — сын
- Иван Верховых
- Мария Кондрашенко
- Александр Порываев
- Евгений Молодцов
- Артём Чеканов